# ボンジュール・イシイ
ボンジュール・イシイ（1968年〈昭和43年〉 - ）は、日本のイラストレーター、絵本作家である。キャラクター性の強い個性的な絵本は、未就学の子供たちから大人まで幅広く支持される作品として多数発表している。また、スパイスカレー制作を中心に全国でイベントやワークショップ展開をする『東京カリー番長』ではお祭り主任として活動。また、湘南のお袋の味をスパイスカレーに！を合言葉に湘南エリアを中心に活動するスパイスパフォーマンスユニット『湘南スパイス族』では初代総長として、国道134号線を物凄く静かに日々爆走している。北海道出身。

## 概要
1968年（昭和43年）、北海道に生まれる。1991年（平成3年）、大阪芸術大学卒業時に就職と共に上京。流通系広告代理店に勤務するかたわら、イラストレーターの活動を始める。
1998年（平成10年）に代官山アートラッシュギャラリーの企画展として、数名のイラストレーター仲間と始めた『カレー展』は、その後4年間続き、最終回においては、後楽園遊園地「ルナパーク」にて約200名ものイラストレーターとのプロジェクトに拡大。2ヶ月間にわたるTシャツ展、オリジナルカリ〜アルバム、カリ〜クラブイベントなどを開催。その後、カレ〜オリジナルアルバム『CurryBlow』の中の1曲『フシギナチカラ』が、NHKの「みんなのうた」に採用された。
アニメ監督の八代タケシと共にアニメーション制作にも携わっている。キャラクターをベースにしたコンセプチャルな作風で、テレビCMでも「ハウスパンでグラタン」、「フランソワ製パン」などのキャラクターデザインにも携わる。現在は、キャラクター性の強い作風を生かした絵本を中心に作品を制作している。
「東京カリ〜番長」（お祭り主任）、『湘南スパイス族』初代総長、架空の広告社「隙間広告社」の社長（インタラクティブ・クリエイティブディレクター）の肩書を持つ。
- バイオグラフィ
- これまでに多数、代官山アートラッシュギャラリーへの出展や個展の開催を行っている。

### 1992年
- リクルート・ガーディアンガーデン 『200人のクリスマスアートパーティ展』

### 1993年
- 新宿・凛凛（りんりん）マンスリー習作展を開催し、初めて原画を販売する。
- リクルート・ガーディアンガーデン『銀座8丁目時計屋何時展』

### 1994年
- リクルート・ガーディアンガーデン 『Right-Left-Light展』

### 1995年
- リクルート・ガーディアンガーデン 『300人の腕時計自慢展』

### 1996年
- リクルート・ガーディアンガーデン 『美味しい絵皿100vs100展』

### 1997年
- 有楽町阪急『Spring ART展』『クリスマスプレゼント展』

### 1998年
- 代官山・アートラッシュギャラリー『カレー展』企画/プロデュース
- 銀座・Keyギャラリー個展『イシイノブユキ展　〜LOVE&DEAD〜』
- 銀座・ART BOX gallery『日本のイラストレーション展』
- 台場・メリディアンパシフィックギャラリー『クリスマス・DREAM』

### 1999年
- 竹芝・cafe Des Coeurs 『イシイノブユキ展』

### 2000年
- 東京カリ〜プロジェクト2000（カレー展3）企画/プロデュース
- 『カレーマニア』CD企画・プロデュース
- 竹芝・cafe Des Coeurs 『NOBU展』

### 2001年
- 渋谷・gallery Re-Ma『P展』

- 後楽園ゆうえんち“ルナパーク”企画協力

#### 東京カリ〜プロジェクト2001企画・総合プロデュース
- カレー展4/ラブカリ〜シャツ展
- 煮愛のラブカリ〜 企画・プロデュース
- カレ〜風呂う ライブイベント企画
- 『CurryBlow』CD企画・制作・プロデュース

### 2002年
- 六本木・garden 店舗内アートプロデュース
- “フランソア”テレビCMキャラクターデザイン

### 2003年
- 銀座・kaniza 作品提供/店内アートプロデュース
- 今井アレクサンドルEXIBITION / 広報アートディレクション
- ハウス“パンでグラタン”テレビCMキャラクターデザイン

### 2004年
- NHK「みんなのうた」8月-9月のうた採用“フシギナチカラ”のアニメーション制作/キャラクター・ストーリー制作　“フシギナチカラ” “お米の島”DVD/CD発売 PCBP-51330

### 2007年
- 麻布十番インフォキュリアス 個展『NOBU展』

### 2017年
- 藤沢市辻堂 高島家 個展『カレガソバニイルシアワセ』

### 2019年
- 代官山 アートラッシュ 企画展『Tシャツ展』『絵本展』

### 2020年
- 藤沢市辻堂 高島家 個展『カレガソバニイルシアワセ 2』
- 代官山 アートラッシュ 企画展　『昆虫展』『Tシャツ展』『熱帯雨林展』
- 片瀬江ノ島 gallery-T 企画展『＃アートでピース展』
- 藤沢市辻堂 パパジラフ 常設展『bucci展』

### 2021年
- 代官山 アートラッシュ 企画展『干支丑展』『小さな世界の大きな想い展』
- 『音色展』『Tシャツ展』『クリスマス展』
- 茅ヶ崎 flower coffee 個展『Bonjour CURRY』
- 片瀬江ノ島 Gallery-T 企画展『おっさんずchristmas展』

#### 《絵本》
- 『bucci』
- 『heart』
- 『おばけのパーティー』
- 『Bonjour CURRY』
- 『Merry Xmas』

### 2022年
- 辻堂市民センター常設展示
- 藤沢市辻堂 NUMBER 常設『bonjour CURRY』
- 代官山アートラッシュ 企画展『猫展』『Tシャツ展』『絵本展』
- 三軒茶屋 ブーランジュリ シマ 常設『しまぱん』
- 藤沢市辻堂 BRUNCHES 個展『Sunny』
- 鎌倉市長谷 鎌倉甚平 企画展『みずたまてん』
- 片瀬江ノ島 Gallery-T 企画展『BURNING! 展』

#### 《絵本》
- 『しまぱん』
- 『Sunny』
- 『みずたまさん』
- 『mooon』
- 『メリクリノヒ』

### 2023年
- 代官山 アートラッシュ 企画展『猫展』
- 片瀬江ノ島 Gallery-T 個展『Bonjour Book Shop 展』
- 鎌倉市由比ヶ浜 ラコシーナ・デ・ゲン 企画展『みずたまてん』
- 藤沢市辻堂 こがね製麺所 個展『つるつる展』
- 藤沢市辻堂 高島家 個展『ふじちゃん展』

#### 《絵本》
- 『Bonjour Book Shop』
- 『つるつる』
- 『ふじちゃん』

### 2024年
- 鎌倉由比ヶ浜 ラコシーナ・デ・ゲン 常設展　『ふじちゃん展』 『ボンちゃん展』『おっぱいぱい展』
- 代官山 アートラッシュ 企画展『猫展』『Tシャツ展』『絵本展』
- 渋谷ヒカリエ 　ボンジュール書店

#### 《絵本》
- 『おっぱいぱい』
- 『ビルヂング』

## 受賞歴
クリエイティブ武士道
- 2006年（平成18年） - NY FILM FESTIVAL /Interactive Finalist
- 2006年（平成18年） - クレスタ賞 インタラクティブ部門Finalist
- 2006年（平成18年） - TIAA（東京インタラクティブアドアワード）Bronze
- 2007年（平成19年） - ADFEST Cyber LOTUS Bronze
- 2007年（平成19年） - OneShowインタラクティブ部門 Finalist

2007 YOMIKO CALENDAR
- 2007年（平成19年） - NY FILM FESTIVAL Silver

隙間広告社
- 2008年（平成20年） - ニューヨークフイルムフェスティバル/インタラクティブ部門Finalist
- 2008年（平成20年） - ADFEST Syber LOTUS  Bronze はなわざ
- 2008年（平成20年） - TIAA（東京インタラクティブアドアワード）Finalist

い・ろ・は・すART Project『CRUSH ECO』（日本コカコーラ社)
- 2010年（平成22年） -  Asian Marketing Effectiveeness Award 2010  Grand Prix ×1／Gold×３／Silver×１
- 2010年（平成22年） -  ADFEST OUT DOOR LOTUS（FINALIST）《ゲリラマーケティング》
- 2010年（平成22年） -  ADFEST DIRECT LOTUS（FINALIST）《ベストインテグレーテッドキャンペーン》